# Amyn Aga Khan
Amyn Muhammad Aga Khan (né le 12 septembre 1937) est un membre britannique de la famille Noorani. Il est le seul fils survivant du prince Aly Khan et de la princesse Joan Yarde-Buller et le frère de l'Aga Khan IV, le 49e imam de la secte ismaélienne Nizari de l'islam chiite.

## Jeunesse et éducation
Le prince Amyn est né le 12 septembre 1937 à Genève. Comme son frère aîné, il fréquente l'Institut Le Rosey et le Harvard College. Il est diplômé de Harvard en 1960 avec un AB magna cum laude en littérature et en économie. Il poursuit des études supérieures en littérature comparée à Harvard, obtenant une maîtrise en littérature comparée en 1963 tout en étudiant au New England Conservatory. Au cours de ses études, il est également engagé comme professeur diplômé en français.

## Activités professionnelles et caritatives
Après avoir terminé ses études supérieures, il travaille au Secrétariat des Nations Unies pour le Département des affaires économiques et sociales de 1964 à 1968, après quoi il occupe des postes de direction dans diverses institutions ismaéliennes. Le 7 décembre 1974, il est investi comme chef scout de l'Association des scouts ismaéliens lors d'une cérémonie à Karachi. En 2006, il est président du comité exécutif du Fonds Aga Khan pour le développement économique (AKFED) et de Tourism Promotion Services Ltd., société mère de la chaîne Serena Hotels et président du conseil d'administration du musée Aga Khan. En décembre 2015, il est accrédité comme représentant personnel de l’Aga Khan au Bangladesh.
Il est successivement membre du Comité des acquisitions du musée du Louvre, président des Amis du Domaine de Chantilly, administrateur du World Monuments Fund et directeur du Silk Road Project. 

## Décorations
- Officier de la Légion d'honneur (2025)[5]